# Amanita gemmata
Amanita gemmata (Elias Magnus Fries, 1838 ex Louis-Adolphe Bertillon, 1866), sin. Amanita junquillea, Lucien Quélet  (1877), din încrengătura Basidiomycota în familia Amanitaceae și de genul Amanita, denumită în popor ciupercă (amanită) perlată  sau ciupercă galben strălucitoare, este o  specie de ciuperci otrăvitoare care coabitează, fiind un simbiont micoriza (formează micorize pe rădăcinile arborilor). Buretele se poate găsi în România, Basarabia și Bucovina de Nord în păduri de foioase sub stejari și fagi, în cele de conifere pe lângă pini și molizi precum în cele mixte, dezvoltându-se solitar sau în grupuri de puține exemplare, pe sol nisipos și mai acru. Timpul aparenței este din mai până în octombrie (noiembrie).
Epitetul este derivat din cuvântul latin (latină gemmatus= împodobit cu pietre prețioase sau perle), datorită negilor pe pălărie, bătători la ochi atât timp cât ciuperca este mai tânără. 

## Istoric

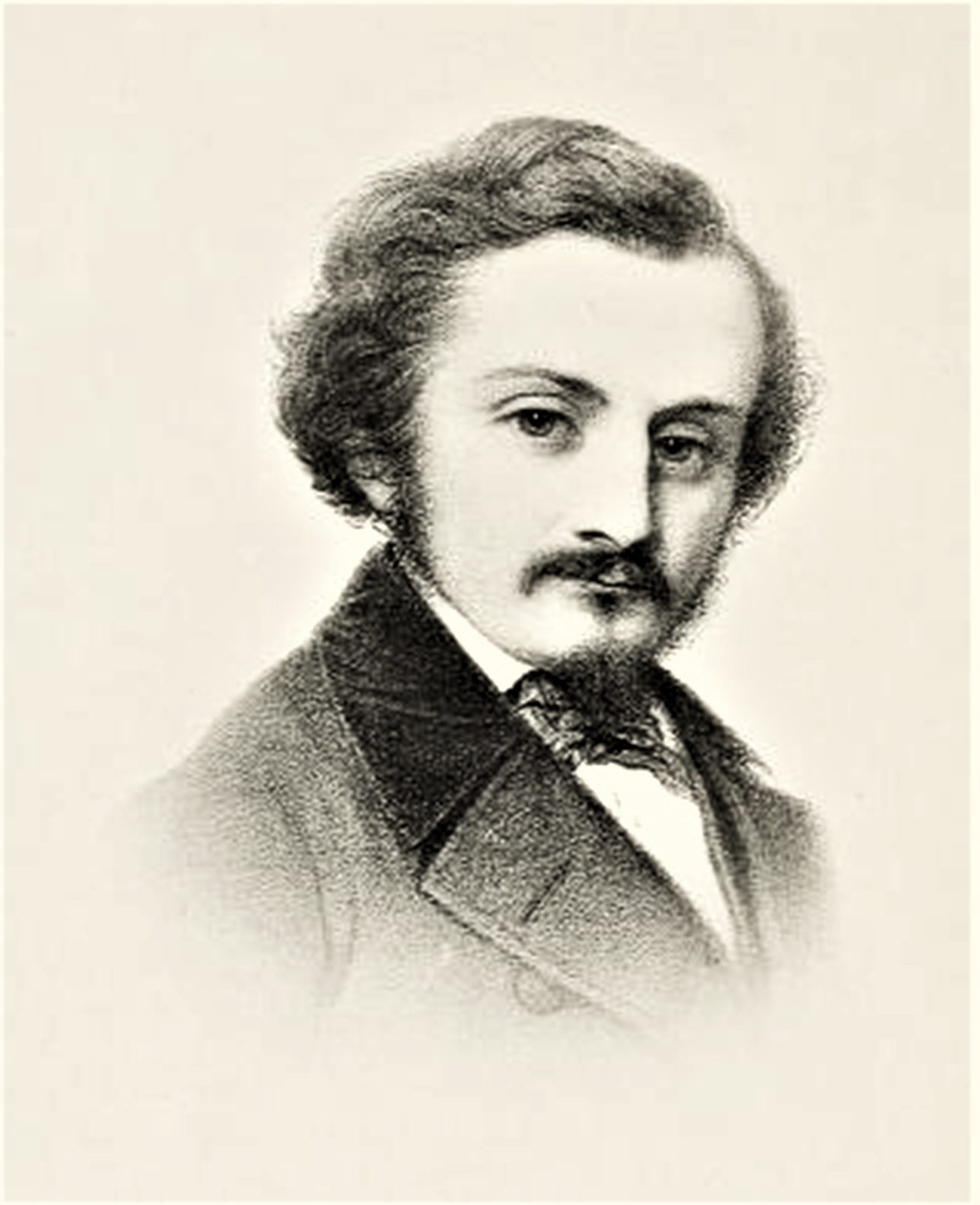
L.-A. Bertillon

Taxonomia acestei ciuperci este foarte dificilă.
În 1838, botanistul și micologul suedez Elias Magnus Fries a descris o specie nouă ca Agaricus gemmatus în cartea sa în cartea sa Epicrisis Systematis Mycologici seu Synopsis Hymenomycetum, iar savantul francez Louis-Adolphe Bertillon a transferat-o la genul Amanita sub păstrarea epitetului în volumul 1 al jurnalului științific Dictionnaire encyclopédique des sciences médicales din 1866.

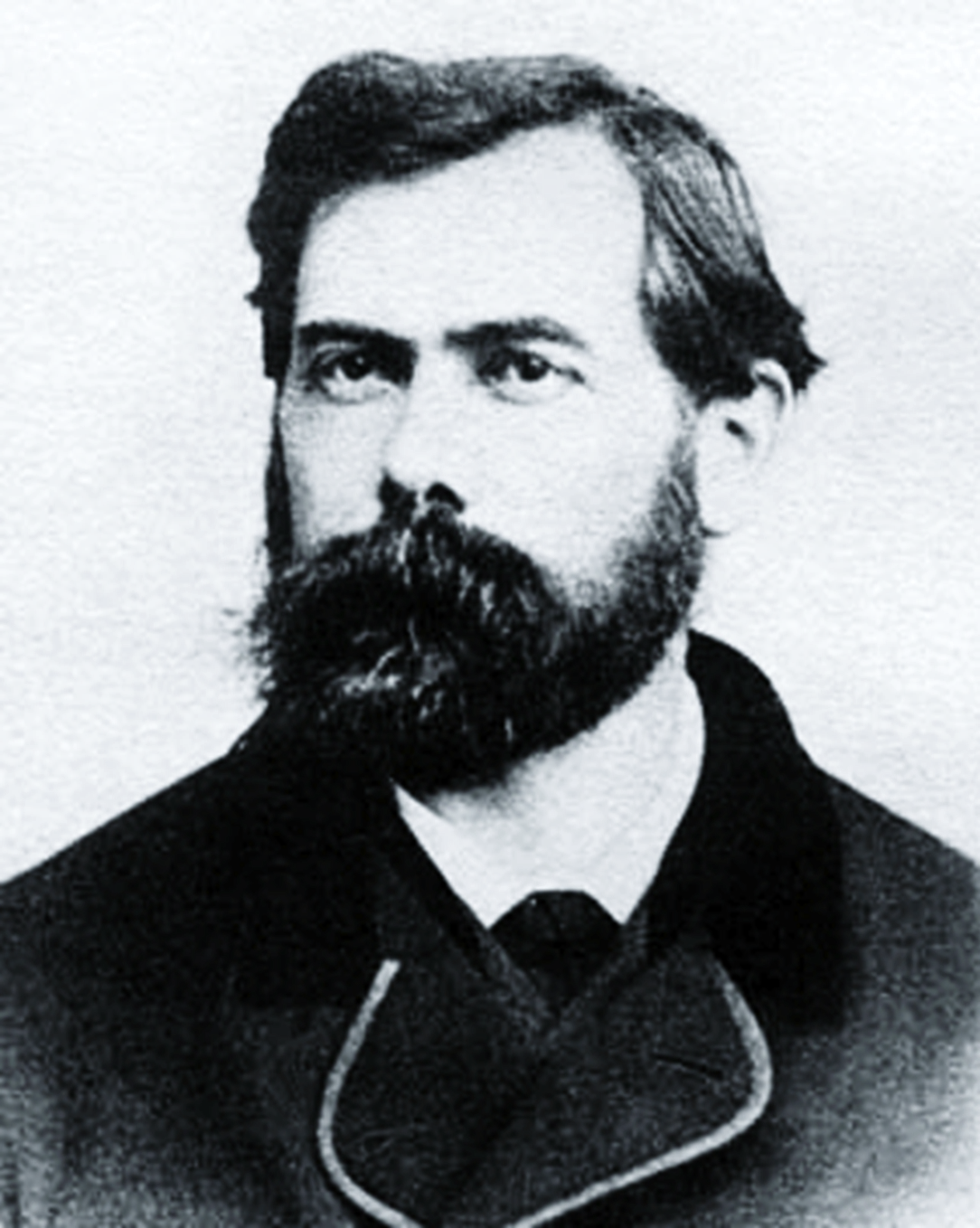
Lucien Quélet

Dar destul de repede s-a ivit, că descrierea lui Fries prezintă oarecare nepotriviri. De acea, recunoscutul micolog francez Lucien Quélet a descris soiul corect sub numele nou Amanita junquillea, de verificat în publicația sa din volumul 23 al jurnalului botanic Bulletin de la Société Botanique de France din 1877 și după ce unii micologi au insistat pe numele binomial Amanita gemmata, Quélet a transferat specia descrisă de Fries la specia Amanita muscaria drept variație, anume Amanita muscaria var. gemmata în 1886. De atunci, numele binomial valabil a rămas pentru multe decenii  Amanita junquillea.
Dar în ultimul timp, din ce în ce mai mulți micologi preferă din nou termenul Amanita gemmata, deși cu dreptate respins de alții. Astfel scrie Geoffrey Kibby, un renumit autor și redactor principal de la Royal Botanic Gardens (Kew Gardens), că Fries a descris soiul cu pălăria extinsă convex, investită cu negi unghiulari (!), margine striată (!) și carne albă, culoarea asemănătoare muscăriței (!), dar fără cuticulă vâscoasă (!), un picior compact solid, bulbos (!), fără inel (?), lamelele fiind albe, ferme, libere și subțiri (!). El constată, că ar fi imediat evident că această descriere nu se potrivește cu aspectul speciei aflate în discuție. Rezumă, că Fries descrie o formă al buretelui muștelor, iar descripția corectă este cea a lui Quélet din 1877 și pentru descrierea lui Fries s-ar potrivi bine taxonul determinat tot de Quélet, anume Amanita muscaria var. gemmata. De acea, el preferă termenul lui Quélet din 1877 și nu pe cel reinstalat de micologi englezi, deși, cum spune Kibby, specia nu se găsește aproape nicăieri în Anglia.  De acea, el preferă termenul Quélet din 1877. 
Dar nu numai Kibby insistă asupra acestei denumiri ci, de asemenea, de exemplu Marcel Bon, Hans E. Laux sau Meinhard Michael Moser.
Renumitul comitet de nomenclatură Mycobank, dar și cunoscutul micolog italian Bruno Cetto le văd drept două specii independente.
În momentul de față (2019) însă se impune, cum deja pomenit, din ce în ce mai mult interpretarea comitetului anglo-american Index Fungorum: Amanita junquillea un sinonim pentru Amanita gemmata, ce însă s-ar putea schimba în viitor. Toate celelalte încercări de redenumire nu sunt folosite și astfel neglijabile.

## Descriere
Această specie are un velum universale (văl universal), o membrană subțire care o învelește la începutul evoluției ei, extinzându-se de la vârful pălăriei la capătul inferior al piciorului precum un velum partiale (văl parțial) care acoperă numai părțile purtătoare de spori, astfel încât se întinde de la de marginea pălăriei la capătul superior al tijei. Scurt timp mai târziu, membranele se rup, lăsând urme de fulgi pe pălărie, un inel în jurul tijei și o rămășiță în formă de săculeț la bază, numită volva (vagin).

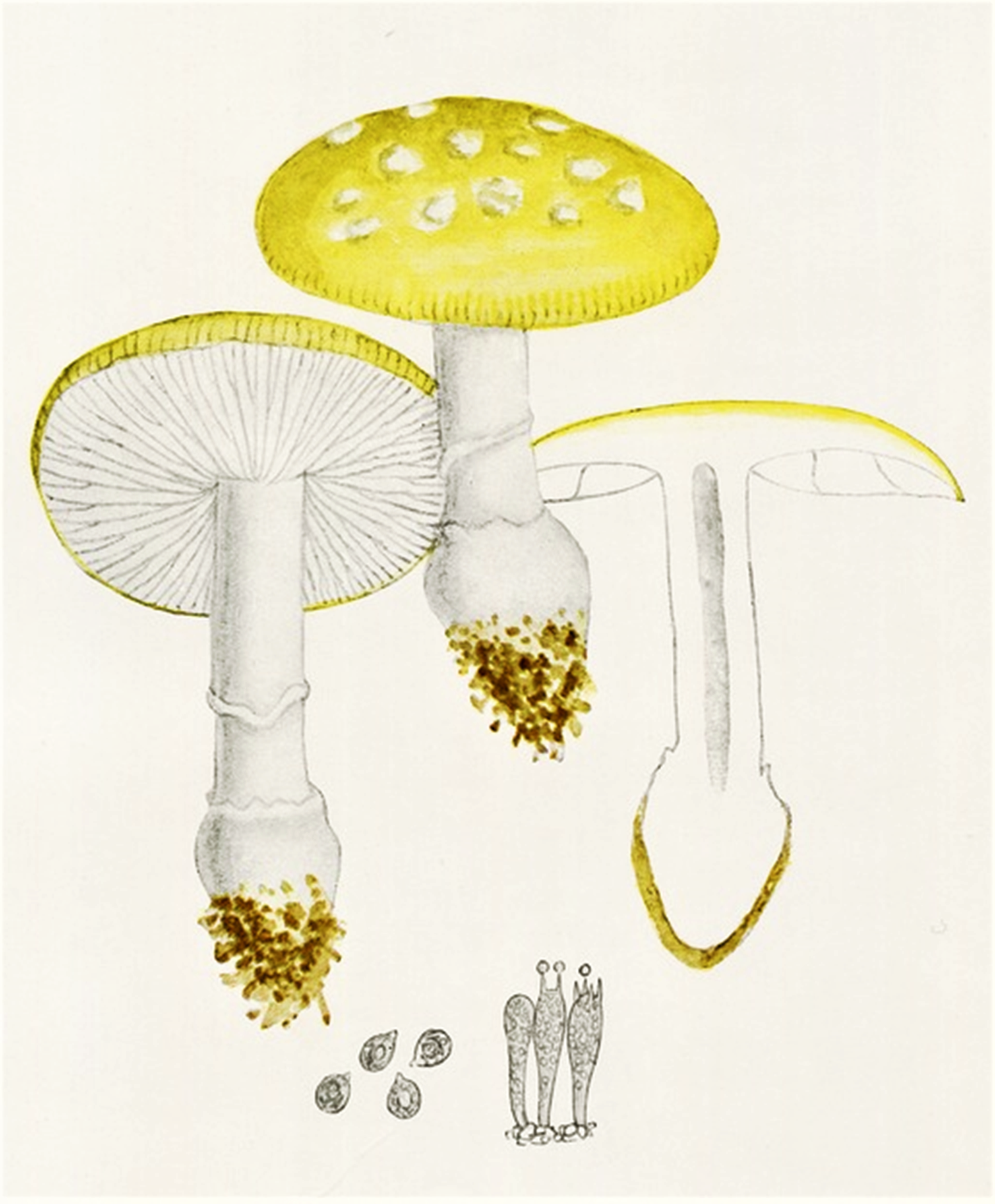
Bres.: Amanita junquillea

- Pălăria: are un diametru de 5-12 (15) cm, este destul de cărnoasă, higrofană și cu marginea nestriată, fiind la început semisferică, apoi convexă, în final plană, slab adâncită în centru și uneori chiar ușor cocoșată. Cuticula este netedă, lucioasă, la umezeală ceva unsuroasă și presărată inițial cu negi albi, largi și flocoși, resturi ai vălului universal (3,5-8 µm), care se  aplatizează și decurg cu timpul, dispărând adesea după o ploaie aproape în permanență. Coloritul este galben de lămâie până galben-ocru, ocaziona numai palid-gălbui, mai rar și galben-portocaliu, dar niciodată cu nuanțe maronii. Din cauza higrofanității tinde să se decoloreze, în special la bătrânețe.
- Lamelele: sunt albe (în vârstă uneori slab alb-gălbuie), destul de late, aglomerate, uneori ușor ondulate, cu numai puține lameluțe intercalate și clar libere spre picior, efectuând un fel de guler. Muchiile sunt netede. În tinerețe, spațiul între pălărie și picior este acoperit de un văl parțial fin și alb.
- Piciorul: are o lungime de 6-14 (17) cm și o lățime de 1-2,5 cm, este cilindric, neted spre  pălărie și ceva flocos de la inel în jos, sfârșind într-un bulb clavat, mărginit, centuriat și destul de mare cu o  volvă repede trecătoare, fiind la început plin, apoi împăiat vatos și în sfârșit gol pe dinăuntru. Poartă un inel de asemenea alb, inițial larg, nestriat și membranos care se răsfrânge în jos peste picior, dar la avansarea în maturitate devine ferfenițos și zdrențuros, dispărând în vârstă aproape complet.
- Carnea: este fragilă, ceva apoasă și întotdeauna albă (numai sub cuticulă gălbuie), având un miros imperceptibil și nu de pivniță de cartofi precum un gust plăcut de nuci.[3][4]
- Caracteristici microscopice: Sporii sunt netezi, aproape sferici, hialini (translucizi) și adesea cu o picătură uleioasă în interior, amiloizi (ce înseamnă colorabilitatea structurilor tisulare folosind reactivi de iod) și au o mărime de 10-12 x 8-10 microni. Pulberea lor este albă. Basidiile cu 2-4 sterigme fiecare sunt clavate, măsurând 45-55 x 10-12 microni. Caulocistidele (cistide situate la suprafața piciorului) sunt hialine și au o lățime de 3–9 microni, sferocistidele (celulele sferice umflate) ale țesutului sunt clavate cu 58–70 x 17,5-40 microni, iar pleurocistide (cistide situate în himenul de pe fețele lamelor) clavate până elipsoidale măsoară 29-55 x 30-70 microni. Hifele cilindrice ale cuticulei cu pereți subțiri și o lățime de 2,7-4 μm sunt filamentoase, împletite și aranjate radial.[17][18]
- Reacții chimice: Lamelele se colorează cu acid sulfuric liliaceu, lamelele și coaja piciorului cu anilină de fenol mai întâi roz, apoi brun și lamelele cu Hidroxid de potasiu galben-portocaliu (pe suprafață negativ).[19][20]

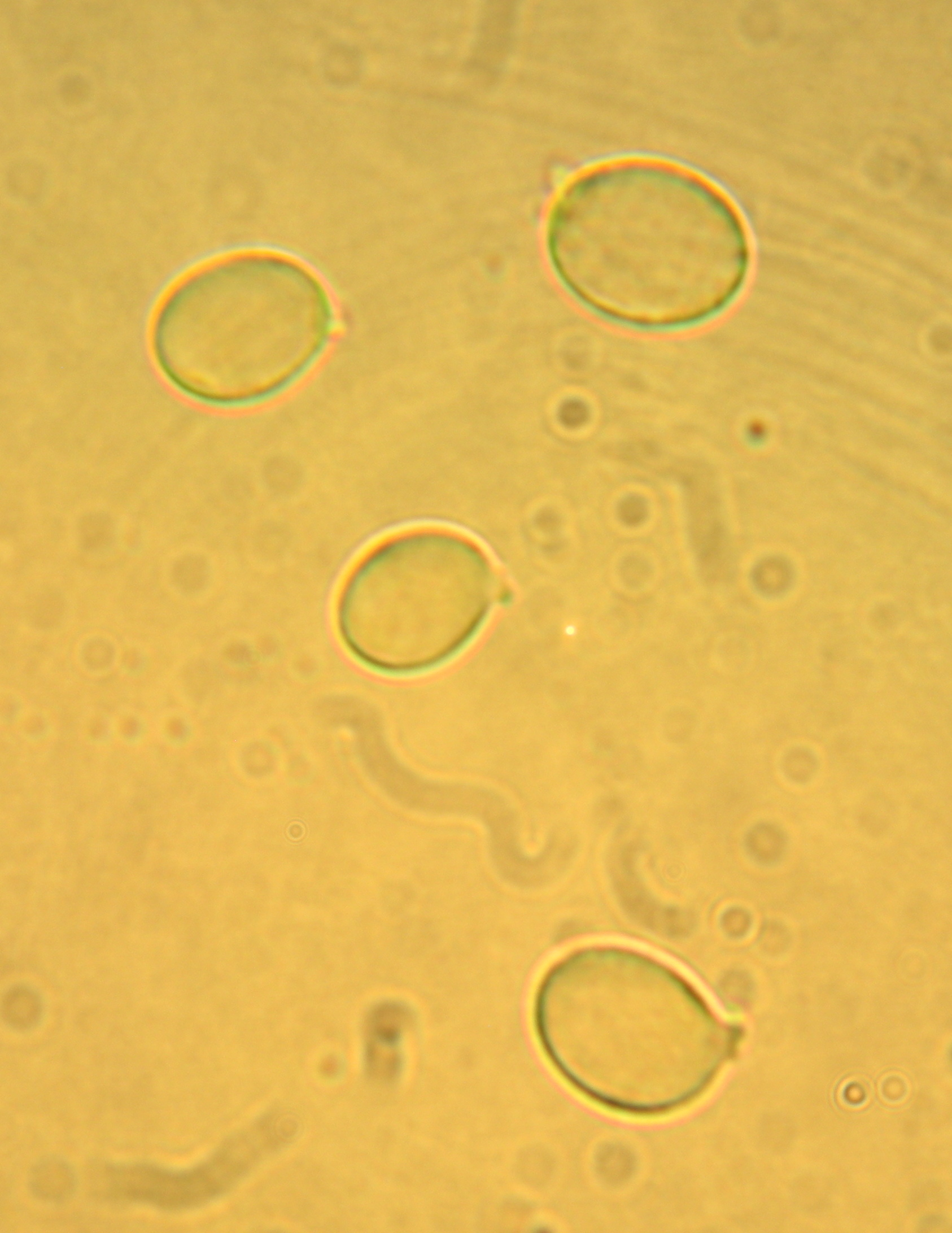
A. gemmata, spori
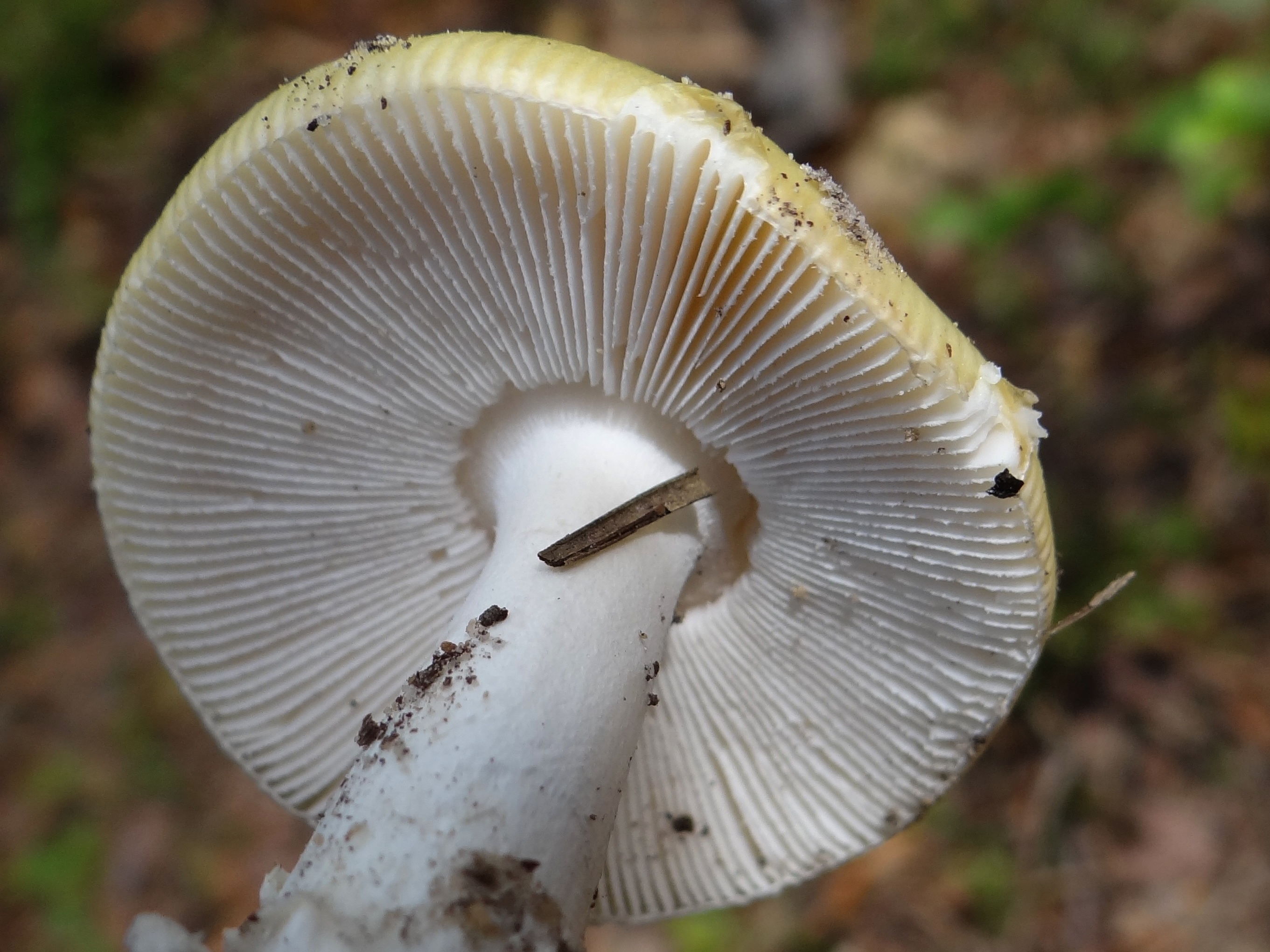
A. gemmata, lamele și abordarea piciorului la pălărie
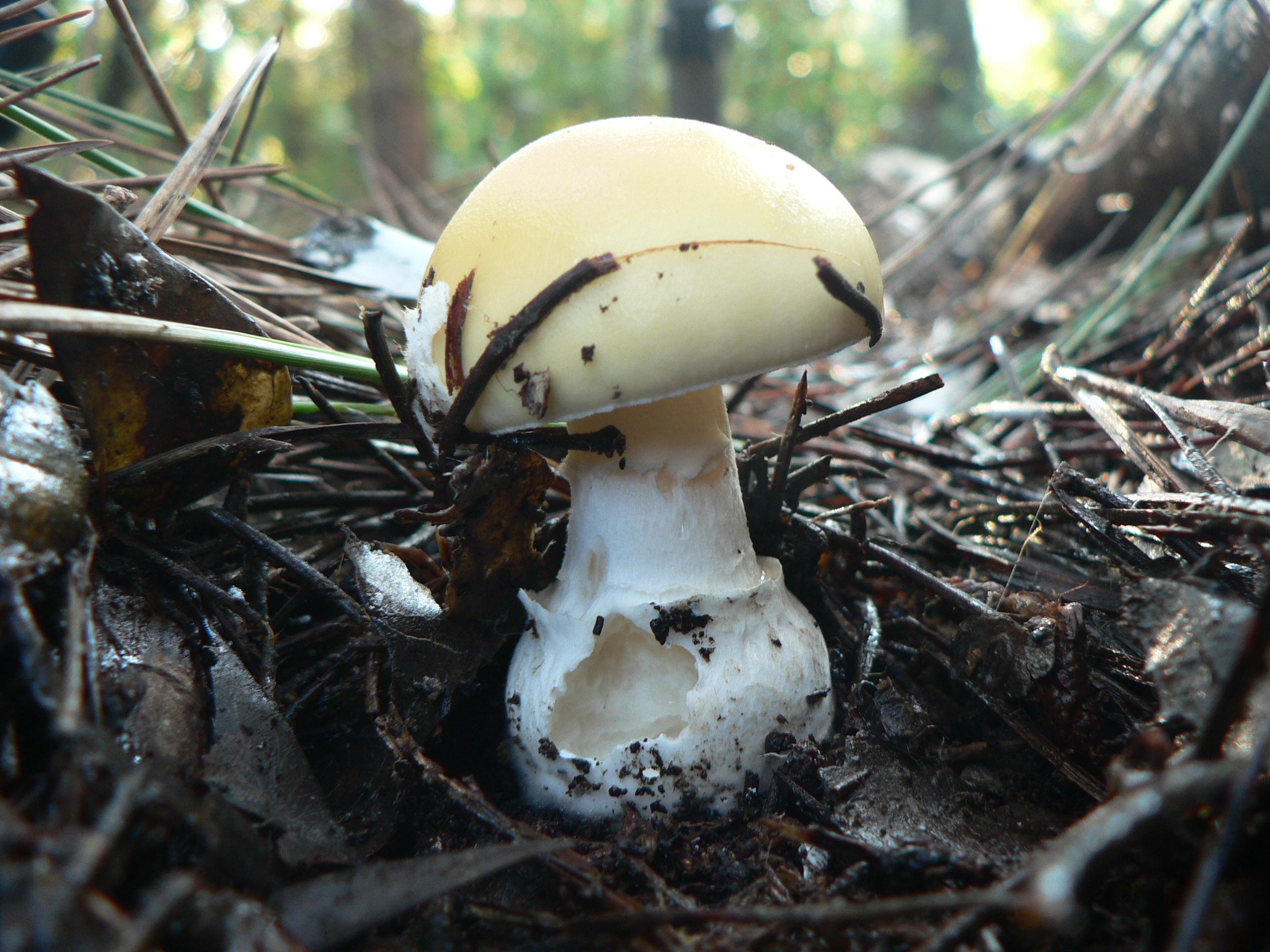
A. gemmata,  aspect lateral, pălărie, picior și bulb
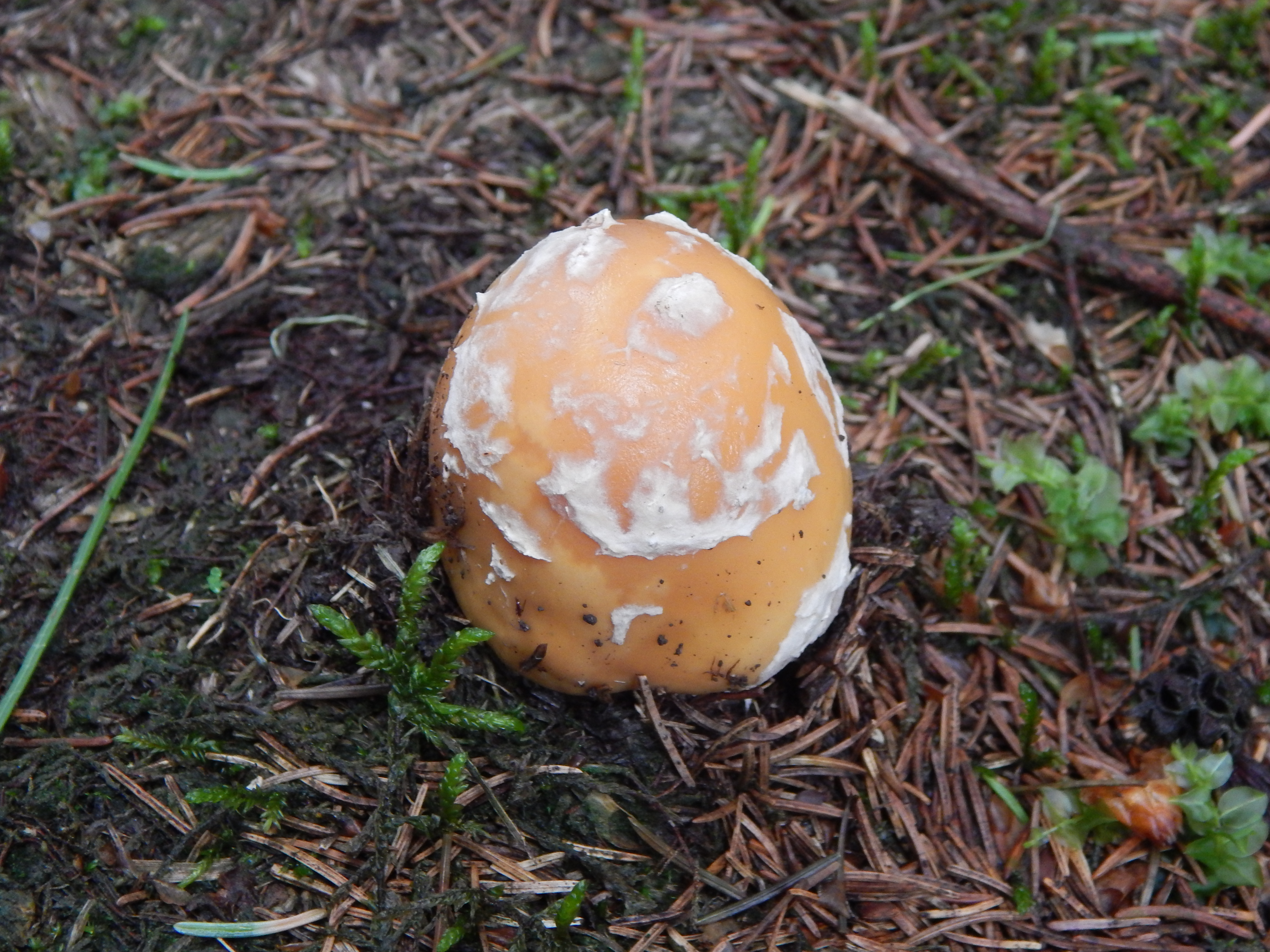
A. gemmata tânără
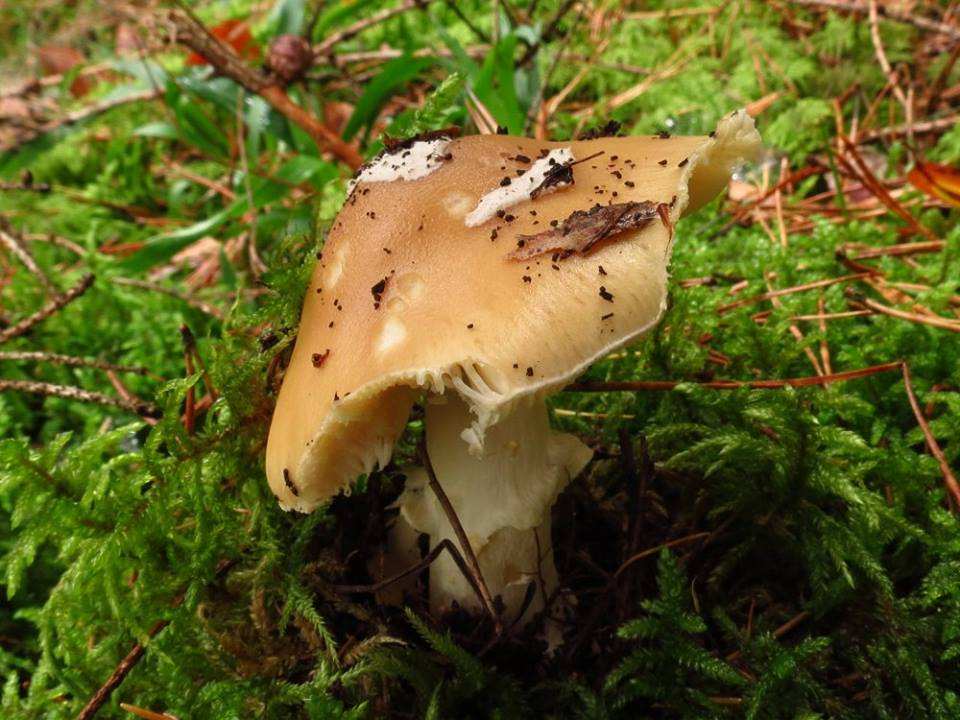
A. gemmata bătrână

## Confuzii
Amanita gemmata se poate confunda cu alte specii de genul Amanita, în special cu surata ei foarte asemănătoare, anume Amanita citrina (restrâns comestibilă, nerecomandată), dar și cu de exemplu Amanita ceciliae (comestibilă), Amanita crocea (comestibilă), Amanita echinocephala (comestibilă, dar nu de recomandat), Amanita eliae (comestibilă), Amanita franchetti sin. Amanita aspera (otrăvitoare), Amanita fulva (comestibilă), Amanita muscaria, Amanita muscaria var. aureola (otrăvitoare), o variație cu pălărie galben-portocalie Amanita ovoidea (comestibilă), Amanita phalloides cu pălărie mai galben-verzuie (letală), Amanita regalis(otrăvitoare) Amanita umbrinolutea (comestibilă). și Amanita vaginata(comestibilä).
Primejdioasă pentru culegător ar fi și confuzia cu delicioasa Amanita caesarea care însă are lamele gălbuie și nu albe, de asemenea piciorul nu este alb în permanență, preponderent gălbui precum cu savuroasa Russula ochroleuca care nu posedă un inel și nu este striată la marginea pălăriei.

## Specii asemănătoare

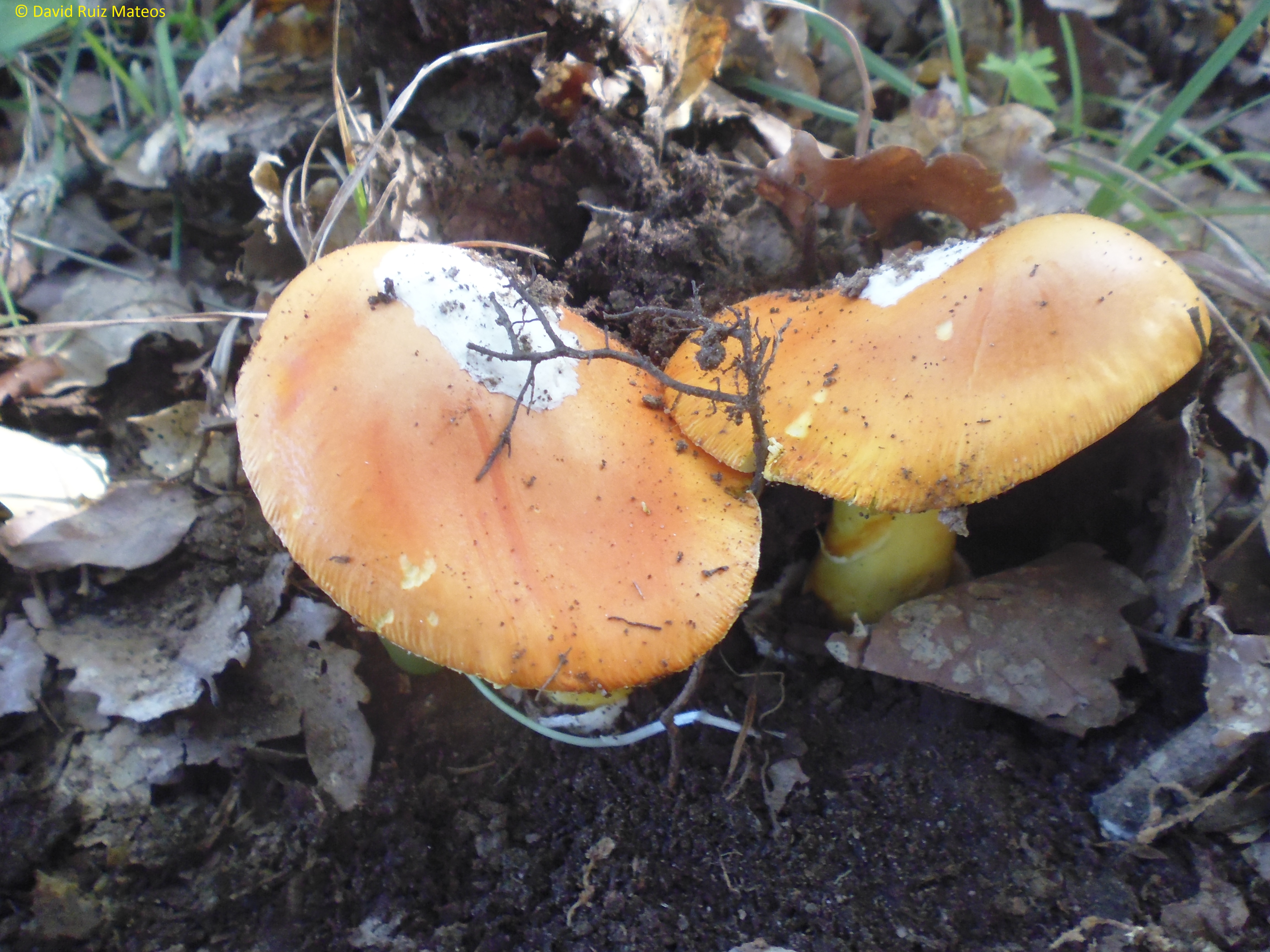
Amanita caesarea
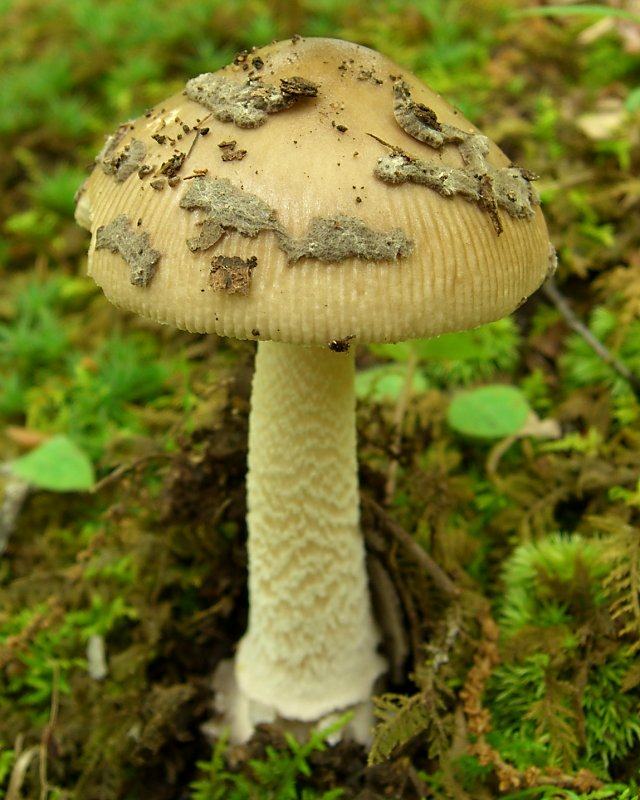
Amanita ceciliae
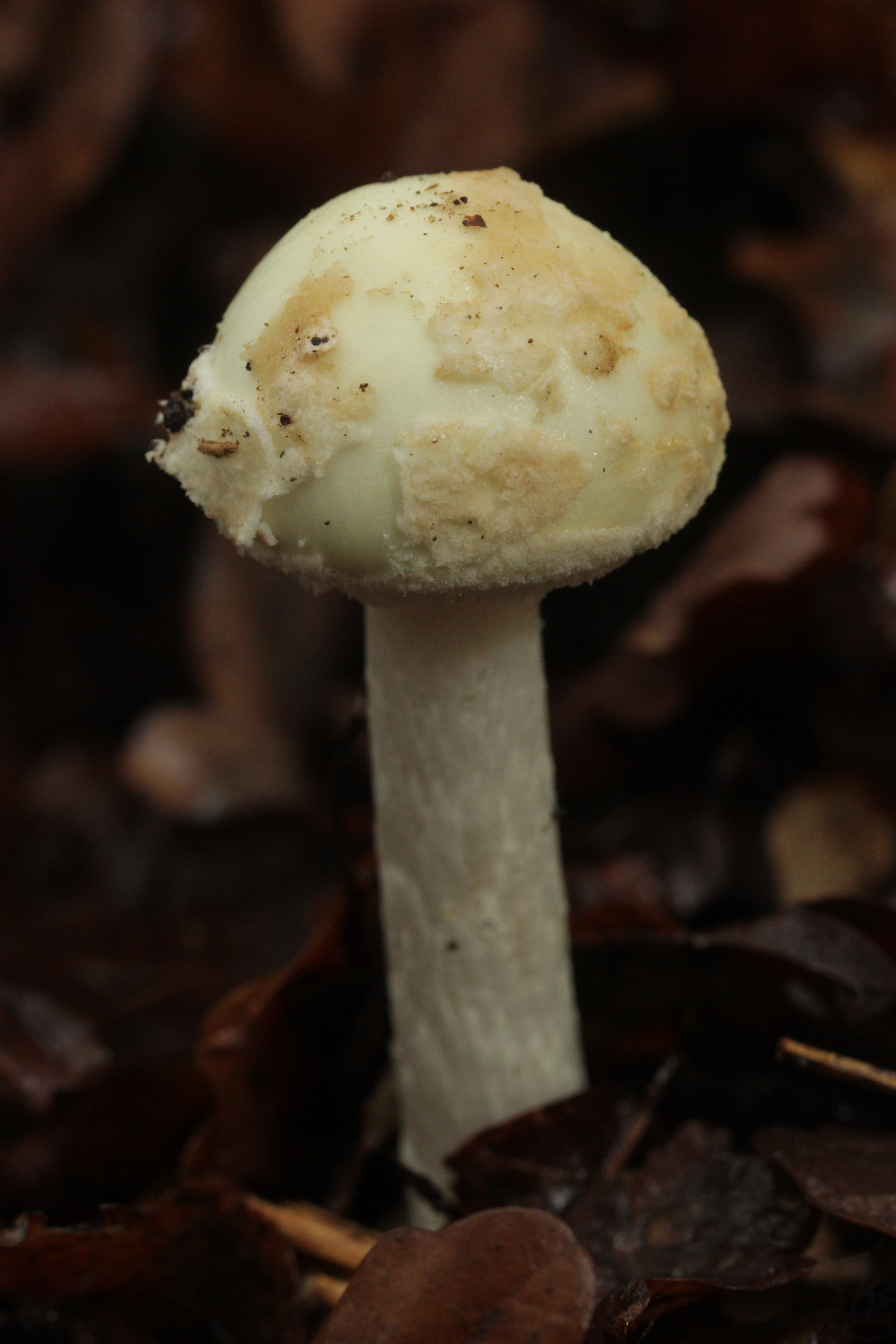
Amanita citrina
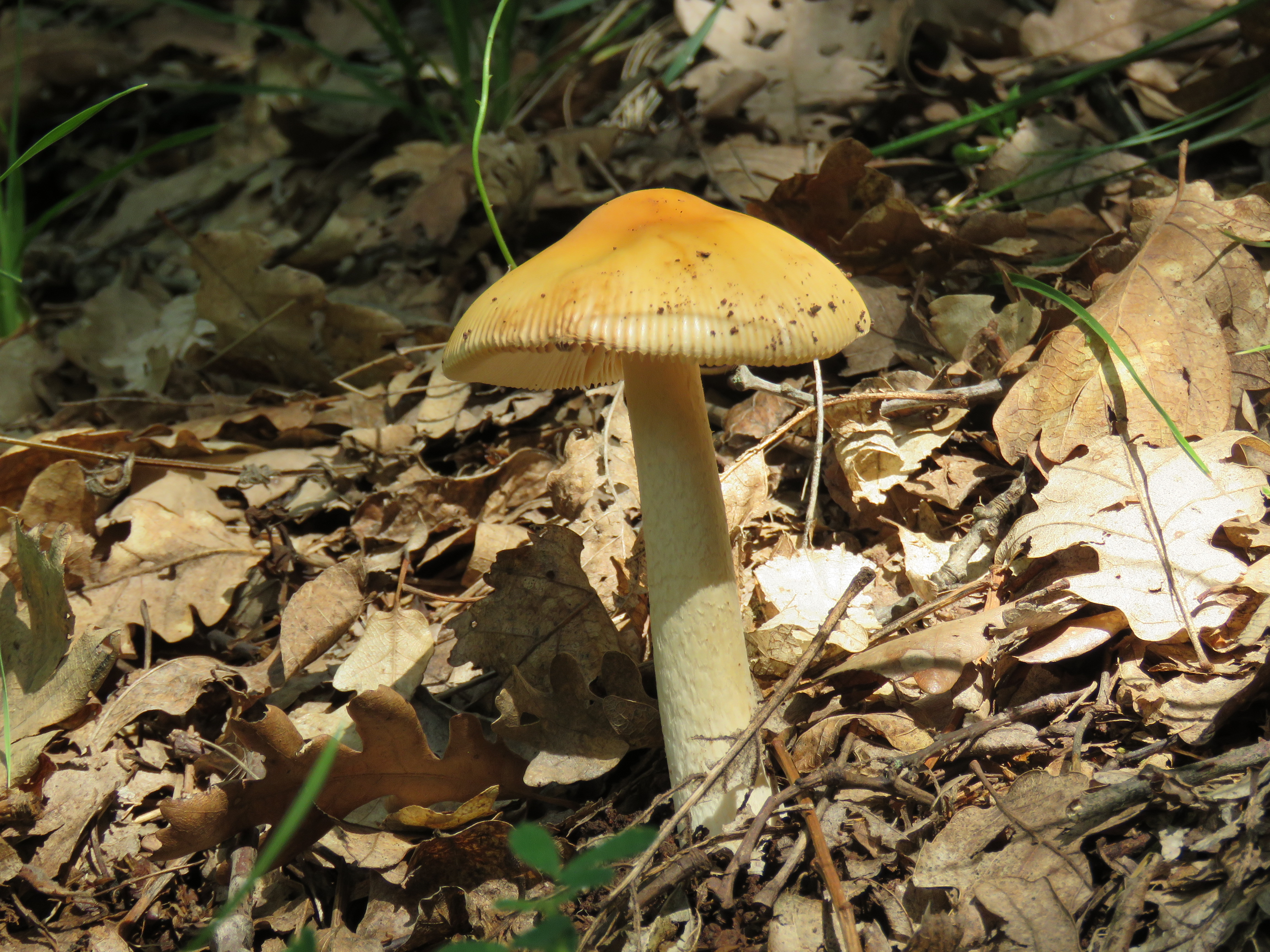
Amanita crocea
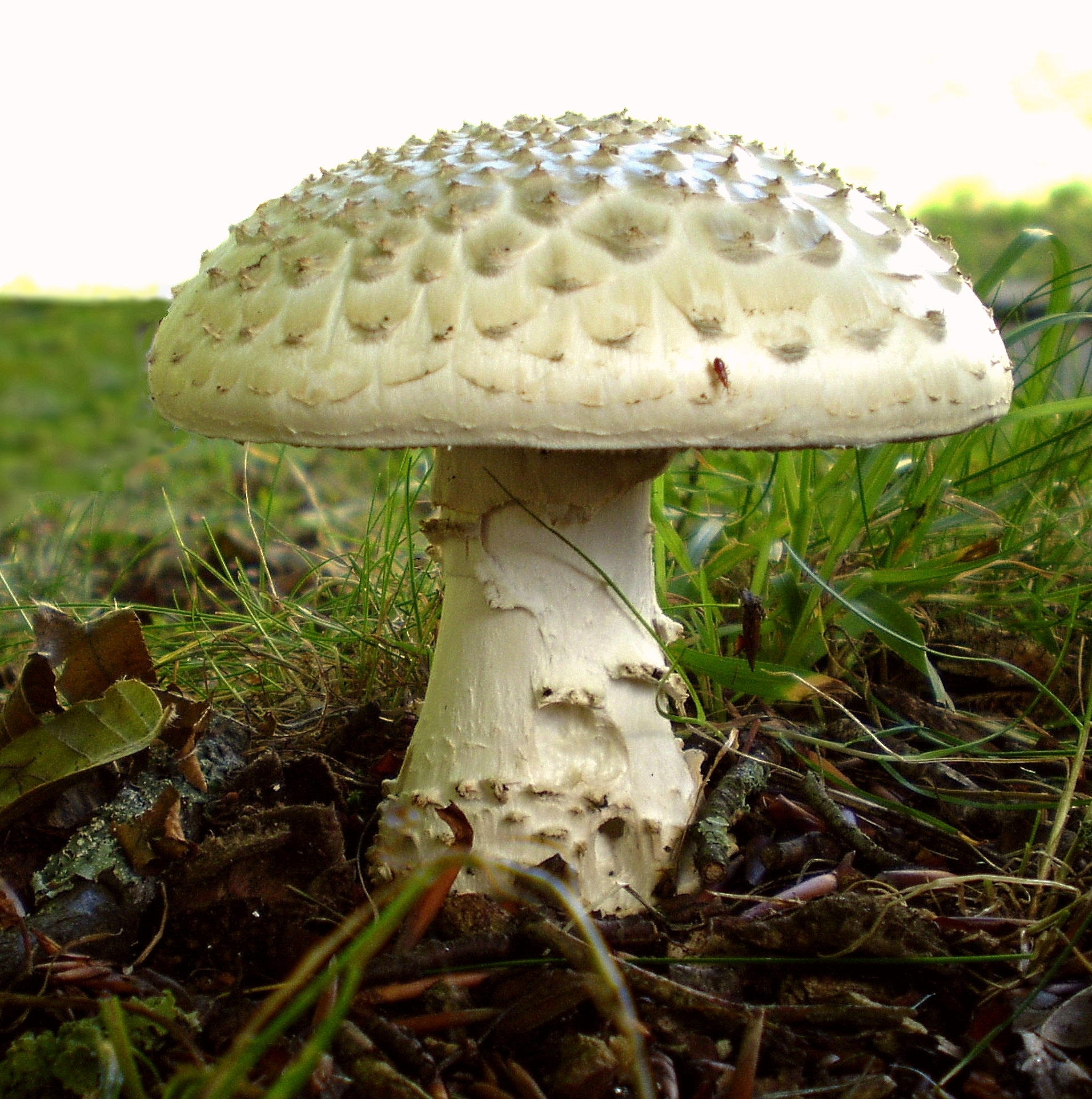
Amanita echinocephala
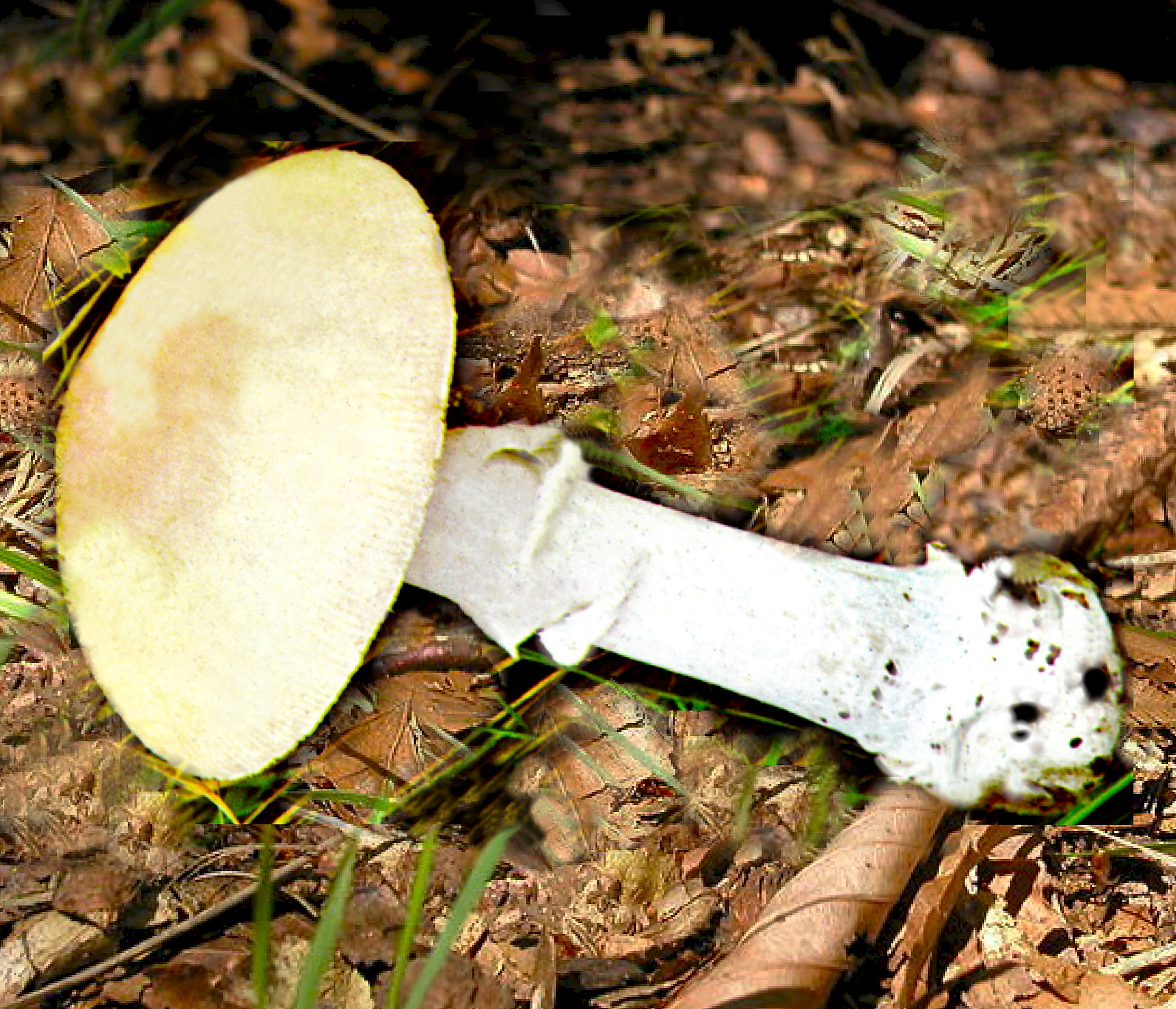
Amanita eliae
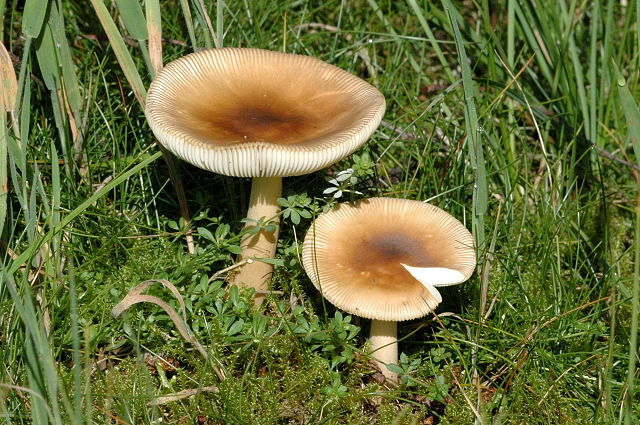
Amanita fulva
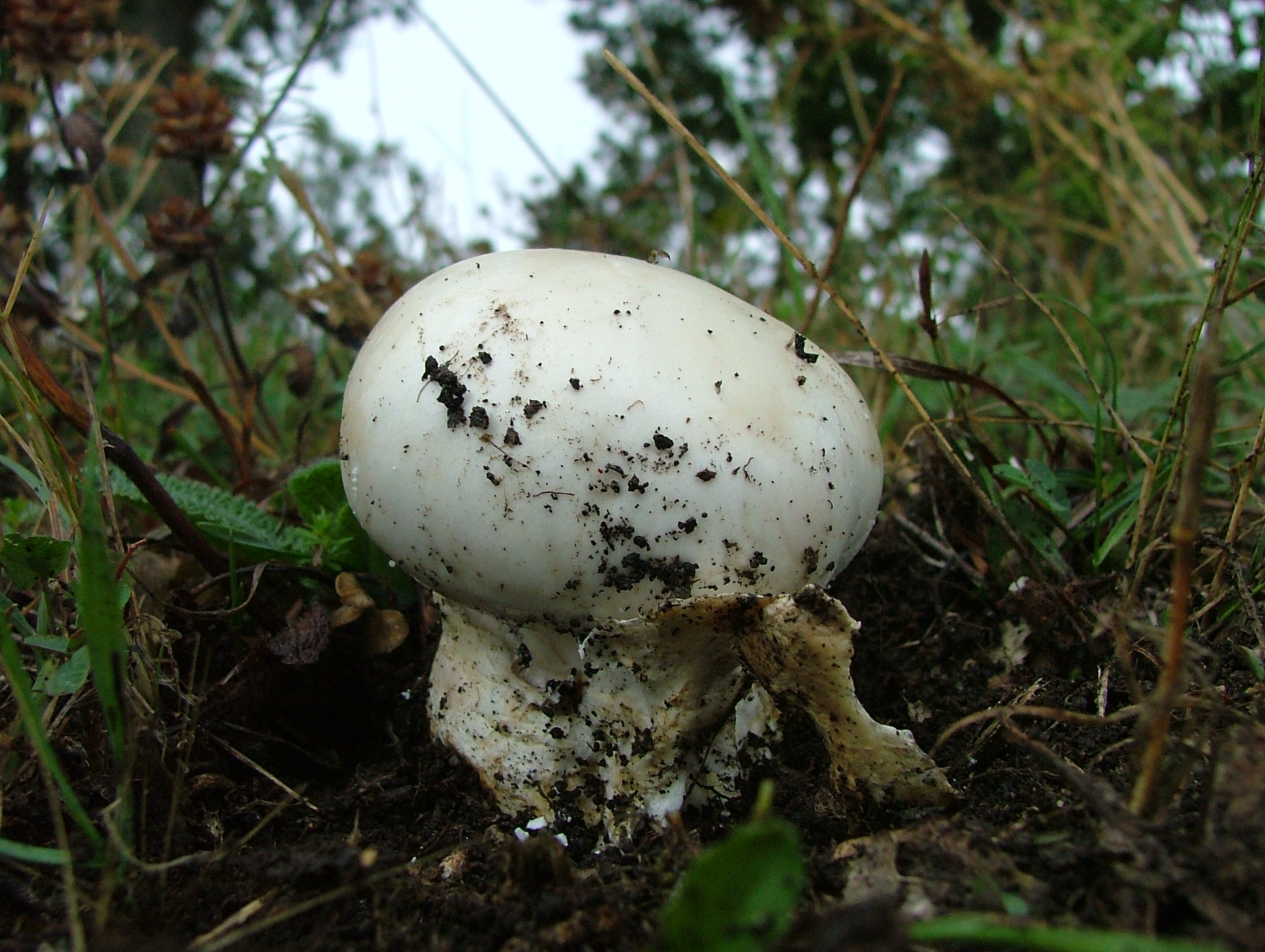
Amanita ovoidea

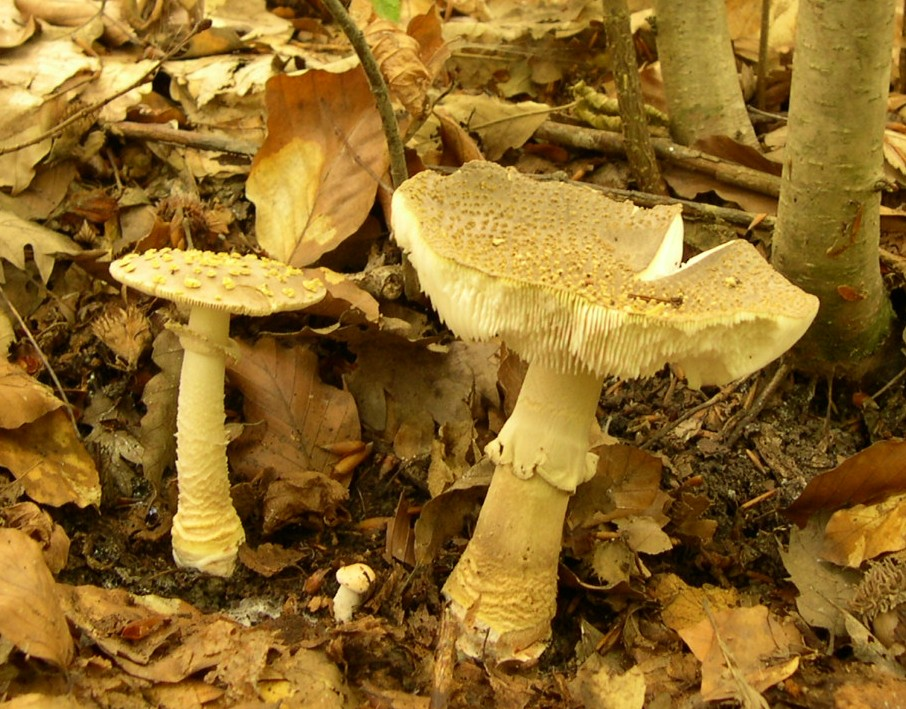
!! Amanita franchetti sin. Amanita aspera !!
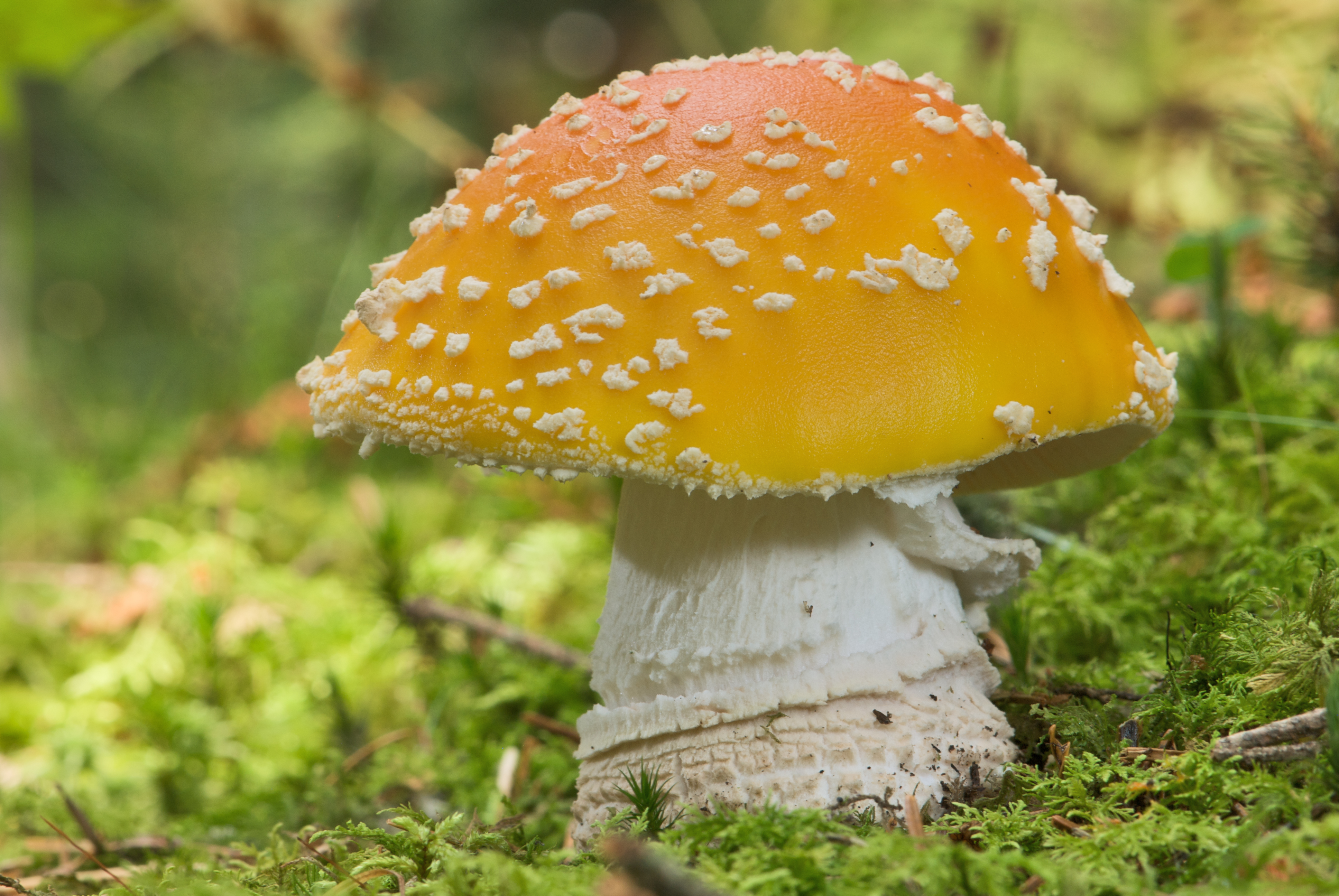
!! Amanita muscaria !!
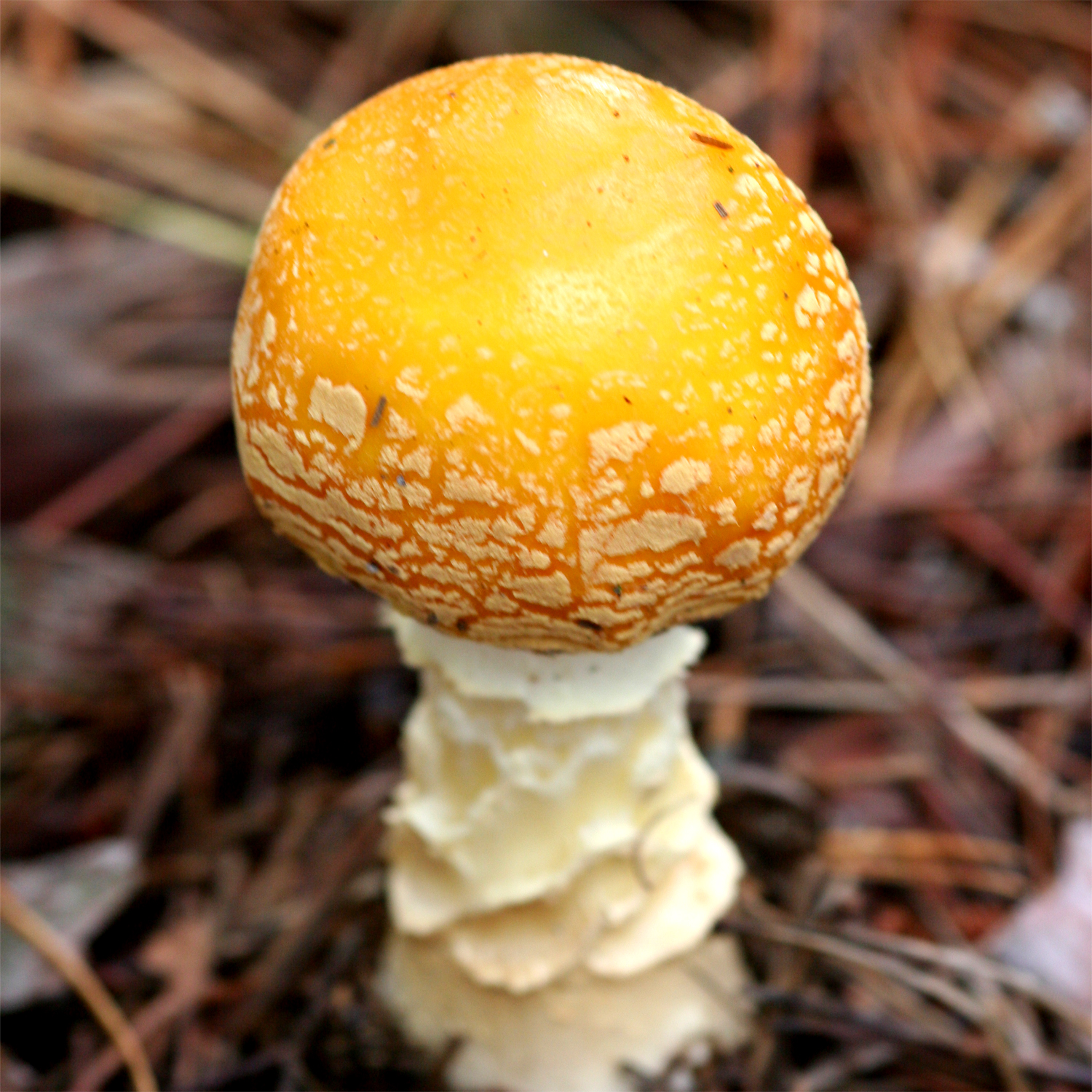
!! Amanita muscaria var.aureola !!
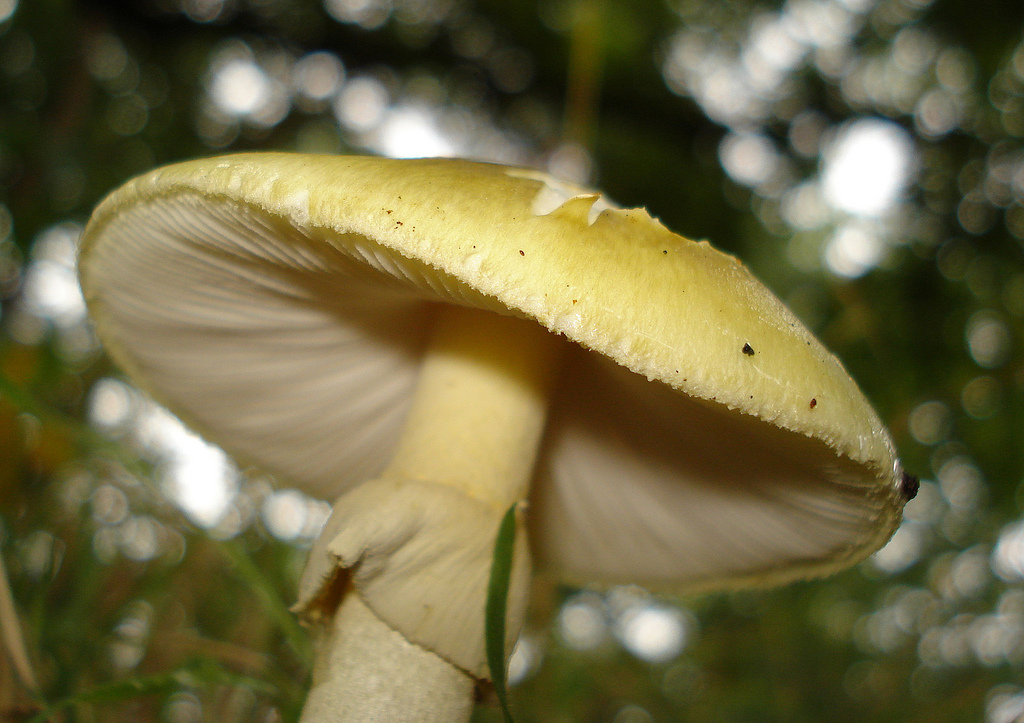
!!! Amanita phalloides !!!
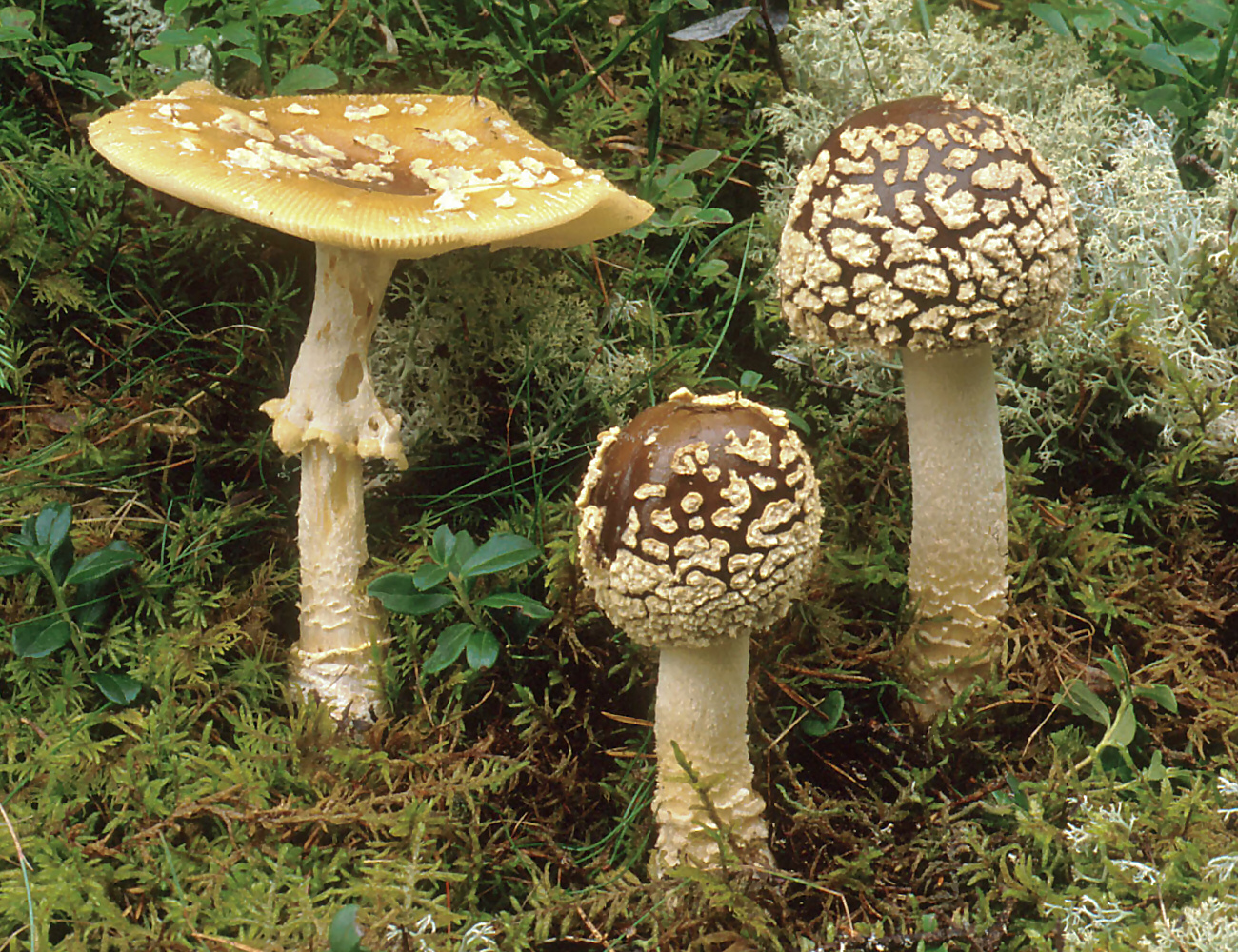
!! Amanita regalis (sign. stânga)  !!
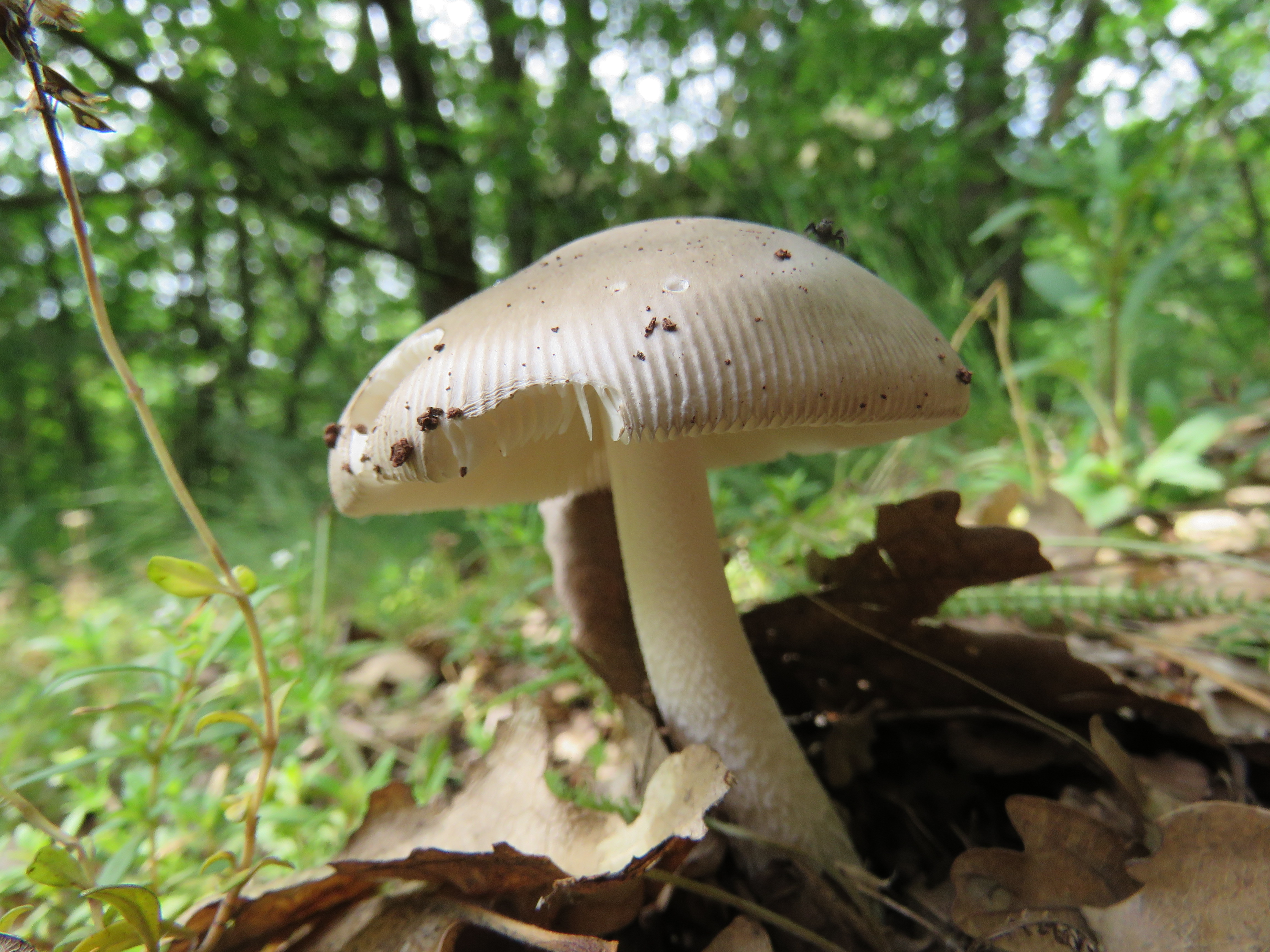
Amanita vaginata
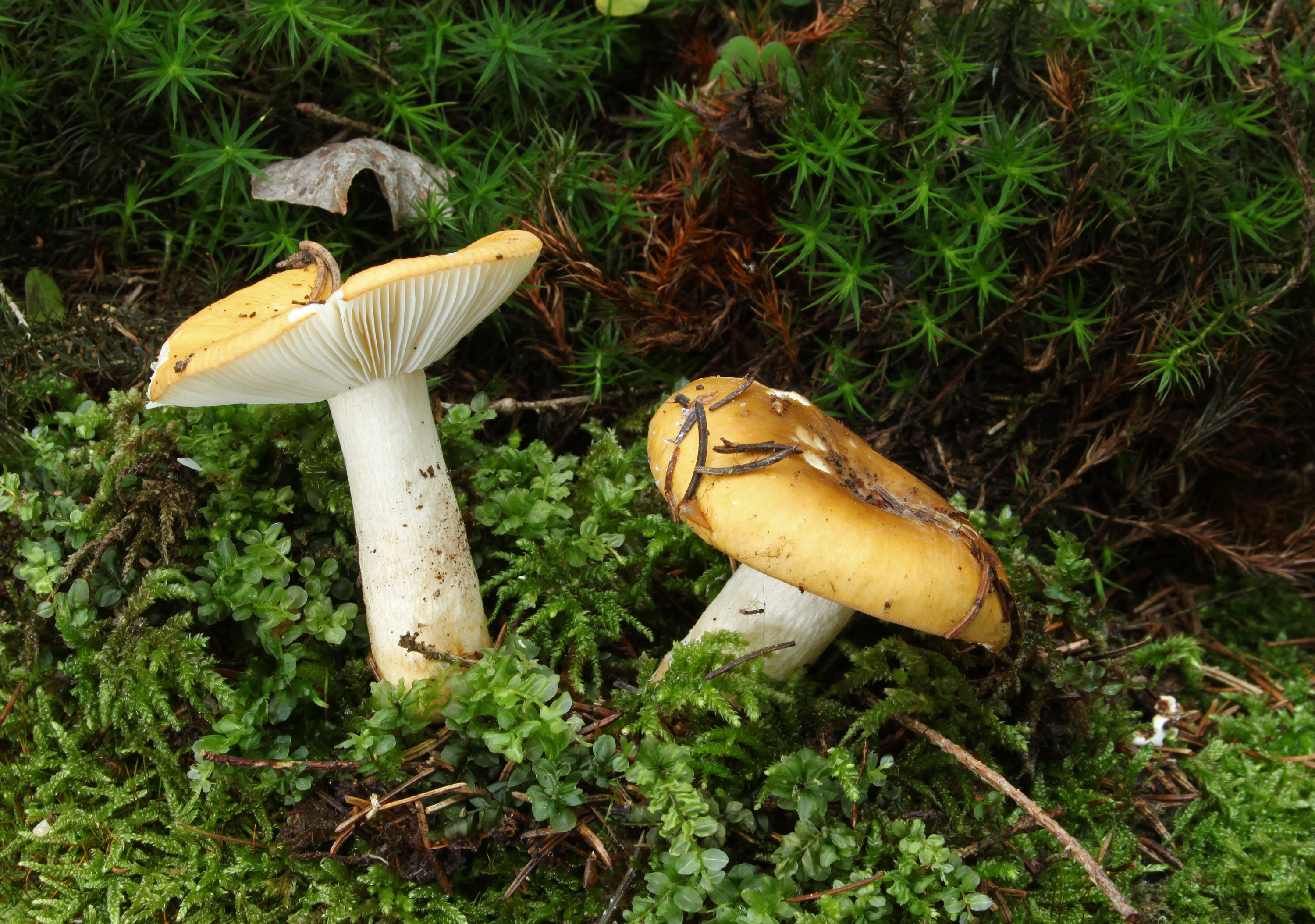
Russula ochroleuca

## Toxicitate
Specia conține neurotropul muscimol, un halucinogen asemănător muscarinei și o cantitate mică de muscaridină care stimulează sistemul nervos parasimpatic. Simptomele apar de obicei după otrăvire dupä 15-90 minute după consum și durează rareori mai mult de 8 ore. În timpul perioadei inițiale poate fi urmată euforie, somnolență, confuzie, ataxie, delir, halucinații și comportament maniacal. În cazurile severe se poate dezvolta o psihoză pronunțată, convulsii și chiar comă. Se atribuie de exemplu un medicament pe baza fizostigminei, administrat intravenos, începând cu o doză de 1-2 mg (adulți) și 0,5 mg (copii). Aceeași doză poate fi reintrodusă în cazul în care simptomele persistă sau dacă se reînnoiește o criză severă. Simptomele gastro-intestinale cu transpirație moderată, salivație, greață, vărsături și diaree sunt de obicei ușoare sau absente. Proprietățile halucinogene ale acestor ciuperci prin încălcarea percepției vizuale de culori și forme cu conotații religioase pronunțate, cauzează  utilizarea lor în ritualurile triburilor asiatice și africane de mii de ani.